# Paa liebigii
Paa liebigii é uma espécie de anfíbio da família Ranidae.
Pode ser encontrada nos seguintes países: Butão, China, Índia e Nepal.
Os seus habitats naturais são: matagal de clima temperado e rios.
Está ameaçada por perda de habitat.